# Hedda Gabler
Hedda Gabler (pronunciació en noruec: [ˈhɛ̂dːɑ ˈɡɑ̀ːblər]) és una obra de teatre escrita pel dramaturg noruec Henrik Ibsen. Ibsen va estar present a l'estrena mundial, que va tenir lloc el 31 de gener de 1891 al Residenztheater de Múnic. Es reconeix com un clàssic del realisme, el teatre del segle xix i del drama mundial. Ibsen va escriure obres de teatre realistes fins que es va convertir al drama modern. Hedda Gabler és una obra captivadora i molt coneguda de la dècada de 1890 que narra la història del personatge titular, Hedda, filla d'un general, que està atrapada en un matrimoni i una casa que no vol. En general, Hedda Gabler es considera un dels grans papers dramàtics del teatre. Després de l'estrena, l'any següent Hedda va rebre alguns comentaris negatius per part de crítics de la indústria del teatre i crítiques negatives del públic. A partir d'aquest moment l'obra no va funcionar amb alguns públics: altres van dir que Hedda Gabler era la versió femenina de Hamlet.
El nom de casada de Hedda és Hedda Tesman; Gabler és el seu nom de soltera. Sobre el tema del títol, Ibsen va escriure: "La meva intenció de donar-li aquest nom era indicar que Hedda, com a personalitat, hauria de ser considerada més aviat com la filla del seu pare, que com la dona del seu marit."

## Personatges
- Hedda Tesman (nascuda Gabler) — És el personatge principal. Acabada de casar i avorrida, tant pel seu matrimoni com per la seva vida, busca influir per primera vegada en un destí humà. És filla del general Gabler (aristòcrata). Creu que és una aristòcrata però no té recursos.
- George (Jørgen) Tesman — És el marit d'Hedda, un acadèmic tan interessat en la investigació i els viatges com enamorat de la seva dona, tot i que cec a la manipulació d'Hedda. Malgrat la presumpta rivalitat de George amb Eilert sobre Hedda, continua sent un amfitrió congènit i compassiu i fins i tot planeja tornar el manuscrit d'Eilert després que Eilert el perd en una borratxera.
- Juliana (Juliane) Tesman — És la tia amorosa de George que el va criar des de petit. També se l'anomena la tia Julle o la tia Ju-Ju de George. Vol desesperadament que Hedda i el seu nebot tinguin un fill. En un esborrany anterior, Ibsen va anomenar-la Mariane Rising, clarament per la seva tia (la mitja germana petita del pare) i la padrina Mariane Paus que va créixer amb el pare d'Ibsen a la granja senyorial Rising, a prop de Skien. Quan després va ser rebatejada com a Juliane Tesman, el seu personatge es va modelar a partir de Mariane Paus.[8]
- Thea Elvsted — Jove col·lega d'Hedda i antic conegut de George, nerviós i tímid, Thea viu en un matrimoni infeliç.
- Jutge Brack — Amic de la família sense escrúpols, està entestat en que el jutge té una personalitat lasciva que dirigeix cap a Hedda.
- Eilert Lövborg (Ejlert Løvborg) — Antic col·lega de George, ara competeix amb ell per aconseguir publicacions i un lloc docent. Eilert havia estat enamorat de Hedda. Va destruir la seva reputació a la societat gastant els seus diners en depravació.
- Bertha (Berte) — Criat de Tesman, vol complaure Hedda en tot moment.

## Trama

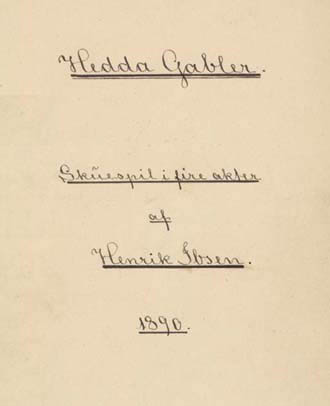
Pàgina de títol del manuscrit de l'autor de 1890

Hedda, filla d'un general aristòcràta i enigmàtic, acaba de tornar de la seva lluna de mel a la seva vila a Kristiania (ara Oslo). El seu marit és George Tesman, un jove, aspirant i fiable acadèmic que ha continuat les seves investigacions durant la lluna de mel. En el transcurs de l'obra queda clar que ella mai no l'ha estimat però s'hi va casar perquè creia que els seus anys d'abandonament juvenil havien acabat.
La reaparició del rival acadèmic de George, Eilert Løvborg, aboca les seves vides a la desgràcia. Eilert, escriptor, també és un alcohòlic rehabilitat que fins aquest moment ha malgastat el seu talent. Eilert mostra signes de rehabilitació i acaba de publicar un best-seller al mateix camp que George. Quan Hedda i Eilert parlen en secret, es veu que són antics amants.
L'èxit crític del seu recent treball publicat fa que Eilert sigui una amenaça per a George, ja que Eilert és ara un competidor de la professió universitària amb què George havia comptat. George i Hedda estan finançats excessivament i George li diu a Hedda que no podrà finançar la neteja habitual o lúdica que ella esperava. En trobar-se amb Eilert, però, la parella descobreix que no té cap intenció de competir per la professió, sinó que ha passat els últims anys treballant en el que considera la seva obra mestra, la seqüela de la seva obra acabada de publicar.
Aparentment gelós de la influència de Thea sobre Eilert, Hedda espera trobar-se amb ells. Malgrat el seu problema amb la beguda, anima a Eilert a acompanyar a George i al seu soci, el jutge Brack, a una festa. George torna a casa de la festa i revela que ha trobat el manuscrit complet (l'única còpia) de la gran obra d'Eilert, que aquest va perdre mentre estava begut. En aquell moment George és cridat a casa de la seva tia i deixa el manuscrit en possessió d'Hedda. Quan Eilert es troba amb Hedda i Thea, els diu que ha destruït deliberadament el manuscrit. Thea està mortificada i revela que va ser el treball conjunt d'Eilert i ella mateixa. Hedda no diu res per contradir Eilert ni per tranquil·litzar-lo. Després que Thea marxi, Hedda anima a Eilert a suïcidar-se, donant-li una pistola que havia pertanyut al seu pare. Després crema el manuscrit i li diu a George que l'ha destruït per assegurar el seu futur.
Quan arriba la notícia que Eilert realment s'ha suïcidat, George i Thea estan decidits a intentar reconstruir el seu llibre a partir de les notes d'Eilert, que Thea ha conservat. Hedda està commocionada en descobrir, pel jutge Brack, que la mort d'Eilert en un prostíbul va ser probablement accidental; aquesta mort "ridícula i vil" contrasta amb la "bella i lliure" que Hedda havia imaginat per a ell. Pitjor, Brack coneix els orígens de la pistola i amenaça a Hedda que si revela el que sap probablement es produirà un escàndol al seu voltant. Hedda s'adona que això situa a Brack en una posició de poder sobre ella. Deixant els altres, ella entra a l'habitació més petita i es dispara al cap. Els altres de la sala suposen que Hedda simplement dispara trets i segueixen el so per investigar. L'obra finalitza amb George, Brack i Thea descobrint el seu cos.

## Interpretació crítica
Joseph Wood Krutch va establir una connexió entre Hedda, Gabler i Freud, el primer treball del qual en psicoanàlisi es va publicar gairebé una dècada després. En l'anàlisi de Krutch, Gabler és considerada una de les primeres protagonistes neurotípiques completament desenvolupades de la literatura. És per això que Krutch va dir que Hedda no és ni lògica ni boja en el vell sentit de ser aleatòria i inexpugnable, en tant que els seus propòsits i els seus motius tenen una lògica personal i secreta. Ella aconsegueix el que vol però el que vol no és el que la gent normal reconeix (almenys, no públicament) com a desitjable. Una de les coses significatives que comporta un personatge com aquest és la premissa que hi ha un món secret i, de vegades inconscient, d'objectius i mètodes (gairebé es podria dir que és un sistema secret de valors), que sovint és molt més important que el racional. Es considera un joc profund i emocional, sobretot a causa de la representació d'Ibsen d'una mena de personatges anti-personatges.
Ibsen estava interessat en la ciència, en aquell moment embrionària, de la malaltia mental i tenia una mala comprensió dels estàndards actuals. Els seus fantasmes són un altre exemple d'això. Entre els exemples de les dones problemàtiques del segle xix es poden trobar personatges oprimits però "normals", amb voluntat, dones en relacions abusives o amoroses i altres amb algun tipus de malaltia orgànica cerebral. Ibsen es complau a deixar inacceptables aquestes explicacions. Bernard Paris interpreta les accions de Gabler com la seva "necessitat de llibertat [que és tan compensatòria com la seva ansia de poder...] el seu desig de donar forma al destí de l'home".

## Produccions
L'obra es va representar a Múnic, al Königliches Residenz-Theatre, el 31 de gener de 1891, amb Clara Heese com a Hedda, tot i que a Ibsen va dir que no estava satisfet amb l'estil declamatori de la seva actuació. L'obra d'Ibsen va tenir un seguiment internacional, de manera que les traduccions i produccions de diversos països van aparèixer molt aviat després de la publicació a Copenhaguen i l'estrena a Múnic. El febrer de 1891 hi va haver dues produccions: Berlín i Copenhaguen.
La primera actuació britànica es va fer al Vaudeville Theatre de Londres el 20 d'abril de 1891, protagonitzada per Elizabeth Robins, que la va dirigir amb Marion Lea, que feia el paper de Thea. Robins també va interpretar Hedda a la primera producció estatunidenca que es va estrenar el 30 de març de 1898 al Fifth Avenue Theatre de Nova York. Una producció del 1902, protagonitzada per Minnie Maddern Fiske, va tenir un èxit important a Broadway i seguint aquesta embranzida es va reestrenar amb la mateixa actriu l'any següent. El febrer de 1899 es va produir al Teatre d'Art de Moscou amb Maria F. Andreeva com a Hedda.
Moltes actrius importants han representat el paper de Hedda: Vera Komissarzhevskaya, Eleonora Duse, Alla Nazimova, Asta Nielsen, Johanne Louise Schmidt, Patrick Campbell, Eva Le Gallienne, Elizabeth Robins, Anne Meacham, Ingrid Bergman, Peggy Ashcroft, Fenella Fielding, Jill Bennett, Janet Suzman, Diana Rigg, Isabelle Huppert, Claire Bloom, June Brown, Kate Burton, Geraldine James, Kate Mulgrew, Kelly McGillis, Fiona Shaw, Maggie Smith, Jane Fonda, Annette Bening, Amanda Donohoe, Judy Davis, Emmanuelle Seigner, Harriet Walter, Rosamund Pike i Cate Blanchett.
El 1970, el Royal National Theatre de Londres va escenificar una producció de l'obra dirigida per Ingmar Bergman, protagonitzada per Maggie Smith, que va obtenir un gran èxit de crítica i va guanyar el premi a la millor actriu de l'Evening Standard Theatre per la seva actuació. A l'inici dels anys 70, Irene Worth va interpretar Hedda a Stratford, Ontario, i va fer que el crític Walter Kerr del New York Times escrigués: "Miss Worth és possiblement la millor actriu del món". Glenda Jackson va tornar al RSC per interpretar Hedda Gabler. L'any 1975 se'n va fer una versió cinematogràfica dirigida per Trevor Nunn amb el títol Hedda, per la qual Jackson va ser nominada a l'Oscar.
El 2005 la producció de Richard Eyre protagonitzada per Eve Best, a l'Almeida Theatre de Londres va tenir una bona rebuda i posteriorment es va representar durant onze setmanes al Duque of York's del carrer St Martin's Lane. L'obra es va escenificar al Steppenwolf Theatre de Chicago protagonitzada per l'actriu Martha Plimpton.
El dramaturg britànic John Osborne va preparar-ne una adaptació el 1972 i el 1991 la dramaturga canadenca Judith Thompson en va presentar la seva versió al Shaw Festival. Thompson va adaptar l'obra per segona vegada el 2005 al Buddies in Bad Times Theatre de Toronto, situant la primera meitat de l'obra al segle xix i la segona meitat en l'actualitat. A principis del 2006 l'obra va obtenir un èxit de crítica al West Yorkshire Playhouse de Leeds i al Liverpool Playhouse, dirigits per Matthew Lloyd amb Gillian Kearney en el paper principal. El gener del 2009 se'n va fer una reestrena a Broadway protagonitzada per Mary-Louise Parker com a protagonista i Michael Cerveris com a Jørgen Tesman, al American Airlines Theatre.
L'any 2011 s'havia d'estrenar l'obra a Teheran, traduïda i dirigida per Vahid Rahbani, però la producció es va aturar. Vahid Rahbani va ser citat per a la investigació després que una agència de notícies descrivís el drama clàssic com "vulgar" i "hedonista" amb símbols del "culte a l'esclavitud sexual".
L'adaptació modernitzada de Nova Zelanda de The Wild Duck, protagonitzada per Clare Kerrison i que es va estrenar al BATS Theatre de Wellington a l'abril de 2009, es va ressenyar "extraordinàriament accessible sense comprometre en absolut el geni d'Ibsen".
El febrer de 2011 es va estrenar una producció sèrbia al Teatre Nacional de Belgrad.
Una adaptació de Brian Friel del 2012, posada en escena al teatre The Old Vic de Londres, va rebre crítiques diverses, especialment per a Sheridan Smith en el paper principal.
En espanyol l'obra es va estrenar el 2015 a la sala madrilenya María Guerrero. La producció va estar sota la direcció d'Eduardo Vasco i va presentar un text adaptat per la dramaturga espanyola Yolanda Pallín amb Cayetana Guillén Cuervo interpretant el paper principal.
El director guanyador del premi Tony, Ivo van Hove, va fer el seu debut al Teatre Nacional de Londres amb una producció de l'obra mestra d'Ibsen. Aquesta nova versió, de Patrick Marber, va comptar amb Ruth Wilson com a protagonista i Rafe Spall com a Brack.
La tardor de 2017 se'n va estrenar una versió en ballet a l'Opera i Ballet Nacionals de Noruega, sota la direcció de Marit Moum Aune.
El gener de 2019 la Richmond Shakespeare Society va iniciar la tercera producció de Hedda Gabler en la història de la Societat. Hedda va estar interpretada per Amanda Adams i el jutge Brack per Nigel Cole.
L'obra també es va representar des del maig del 2019 al Teatre Nacional de Varsòvia, amb Wiktoria Gorodeckaja com a Hedda.
Estava previst que l'obra tingués una gira mundial amb la companyia Theatricalia fins l'estiu del 2020. Dirigida i traduïda per Trevor Nunn i protagonitzada per Pam St Clement, Patrick Stewart com Eilert Lovborg, Peter Eyre i George Tesman, Glenda Jackson i Hedda Tesman, Timothy com a jutge Brack, Constance Chapman com Juliana Tesman, i Jennie Linden com a senyora Elvsted

## Adaptacions las mitjans de comunicació
L'obra s'ha adaptat per a la pantalla diverses vegades, des de l'època del cinema mut en endavant, en diversos idiomes. L'any 1961 la televisió australiana en va produir una versió i l'any següent la BBC va emetre'n una producció televisiva el 1962, amb Ingrid Bergman, Michael Redgrave, Ralph Richardson i Trevor Howard, mentre que el 1972 la Corporació Play of the Month va comptar amb Janet Suzman i Ian McKellen per als dos principals protagonistes. Una versió publicada a la xarxa comercial britànica ITV, del 1980, presentava Diana Rigg en el paper principal. Glenda Jackson, al seu torn, va ser nominada a l'Academy Award com a actriu protagonista pel seu paper en l'adaptació cinematogràfica britànica Hedda del 1975 dirigida per Trevor Nunn.
Una versió cinematogràfica nord-americana estrenada el 2004 va traslladar la història a una comunitat de joves acadèmics de l'estat de Washington. El 9 de març del 2013, una adaptació del 2012 de Brian Friel produïda per Old Vic va ser la primera emissió al Regne Unit de la BBC Radio 4.
El 2014 Matthew John també va adaptar Hedda Gabler amb Rita Ramnani, David R. Butler i Samantha E. Hunt.

## Filmografia
- Hedda Gabler (1917), pel·lícula muda, Estats Units.[35][36]
- Hedda Gabler (1920), pel·lícula muda, Itàlia.[37][38]
- Hedda Gabler (1925), pel·lícula muda, Alemanya, protagonitzada per Asta NIelsen.[39][40]
- Hedda Gabler (1954), emissió de televisió condensada en una hora, a The United States Steel Hour.
- Hedda Gabler (1957), emissió de televisió, Regne Unit.[41]
- Hedda Gabler (1961), pel·lícula, Iugoslàvia.[42]
- Hedda Gabler (1961), emissió de televisió, Austràlia.[43]
- Hedda Gabler (1963), pel·lícula per a televisió, Alemanya, protagonitzada per Ruth Leuwerik.[44]
- Hedda Gabler (1963), pel·lícula per a televisió, Estats Units, protagonitzada per Ingrid Bergman.[43][45]
- Hedda Gabler (1963), pel·lícula per a televisió, Regne Unit, BBC.[46]
- Hedda Gabler (1972), pel·lícula per a televisió, Regne Unit.[43]
- Hedda Gabler (1975), pel·lícula, Noruega.[47]
- Hedda (1975), pel·lícula, Regne Unit, protagonitzada per Glenda Jackson.[43][48]
- Hedda Gabler (1978), pel·lícula, Bèlgica.[49]
- Hedda Gabler (1979), pel·lícula, Itàlia.[50]
- Hedda Gabler (1980), emissió de televisió, protagonitzada per Diana Rigg.[43]
- Hedda Gabler (1981), pel·lícula, Regne Unit.[51]
- Hedda Gabler (1984), pel·lícula, Bèlgica.[52]
- Hedda Gabler (1993), pel·lícula, Suècia.[53]
- Hedda Gabler (1993), emissió de televisió de la producció del National Theatre, protagonitzada per Fiona Shaw[54][55]
- Hedda Gabler (2004), pel·lícula Estats Units.[43]
- Hedda Gabler (2014), pel·lícula, protagonitzada per Rita Rammani.[56]

## Premis i nominacions

### Premis
- 1992. Premi Laurence Olivier al millor revival

- 2006. Premi Laurence Olivier al millor revival

### Nominacions
- 2005. Premi Lucille Lortel per un revival excepcional

## Produccions alternatives, tribut i paròdia
A l'espectacle d'animació de la plataforma Netflix, Bojack Horseman, un episodi presenta el personatge principal protagonitzant una producció escènica mentre està a la presó amb els reclusos fent els papers.
L'òpera Hangzhou XiaoBaiHua Yue de Xangai ha produït una adaptació operística de l'obra i la Maagibird Theatre Company en va fer una adaptació amb una relació lèsbica el 2009, a Filadèlfia.
Una producció del Lewis Center for the Arts de la Universitat de Princeton va comptar amb un actor masculí, Sean Peter Drohan, en el paper principal.
Philip Kan Gotanda va adaptar Hedda Gabler en la seva obra de 2002, The Wind Cries Mary.
L'àlbum del 2009 Until the Earth Begins to Part del grup d'indie-rock folk escocès Broken Records inclou la cançó Si Eilert Løvborg escrigués una cançó, semblaria això. Igualment, John Cale, músic gal·lès i fundador de la banda de rock nord-americana The Velvet Underground, va gravar la cançó Hedda Gabler el 1976, originalment inclosa en el disc Animal Justice de 1977 (ara una cançó bonus al CD de l'àlbum Sabotage). Va interpretar la cançó en directe el 1998, amb Siouxsie Sioux, i també a Londres el 5 de març de 2010 amb una banda i una orquestra en la seva gira París 1919. La cançó la va interpretar el grup de neofolk britànic Sol Invictus per a la recopilació de 1995 Im Blutfeuer (Cthulhu Records) i més tard es va incloure com a track bonus a la reedició del 2011 de l'àlbum de Sol Invictus In The Rain.
El grup noruec de hard-rock Black Debbath va gravar la cançó Motörhedda Gabler al seu àlbum d'inspiració d'Ibsen, Naar Vi Døde Rocker (Quan morirem roquers). Com el títol indica, la cançó també està influenciada per la banda britànica de heavy metal Motörhead.
L'obra original Heddatron d'Elizabeth Meriwether (1981) fusiona Hedda Gabler amb la recerca de l'amor d'una família moderna malgrat la invasió de la tecnologia a la vida quotidiana.
A la novel·la Bridget Jones: Mad About The Boy de Helen Fielding, de 2013, Bridget intenta però no logra escriure una versió modernitzada de Hedda Gabler, que erròniament anomena Hedda Gabbler, i creu que ha estat escrita per Anton Txékhov. Bridget té la intenció de titular la seva versió The Leaves In His Hair i portar-la al Queen's Park de Londres. Afirma haver estudiat l'obra original com a estudiant de la Universitat Bangor.